# Лагосанто
Лагосанто је насеље у Италији у округу Ферара, региону Емилија-Ромања.
Према процени из 2011. у насељу је живело 4026 становника. Насеље се налази на надморској висини од 0 м.

## Становништво
| 1951. | 1961. | 1971. | 1981. | 1991. | 2001. | 2011. |
| ----- | ----- | ----- | ----- | ----- | ----- | ----- |
| 5.989 | 5.001 | 4.121 | 4.530 | 4.387 | 4.398 | 4.952 |